# Cuộc tấn công Palmyra
Cuộc tấn công Palmyra là một hoạt động quân sự trong cuộc Nội Chiến Syria do Nhà nước Hồi Giáo Iraq và Levant (NHIL) khởi xướng vào tháng 5 năm 2015, trong nỗ lực nhằm đánh chiếm Quận Tadmur do chính phủ kiểm soát ở tỉnh Homs, bao gồm thủ phủ Tadmur, còn được biết đến là Palmyra. Các di tích Palmyra cổ là một di sản văn hóa thế giới.